# Династия (фонд)
Фо́нд Дина́стия (Фонд некоммерческих программ «Династия», Фонд «Династия», Фонд Дмитрия Зимина «Династия») — первый в постсоветской России некоммерческий семейный фонд социальных инвестиций, основанный Дмитрием Зиминым для поддержки и развития российской фундаментальной науки.
В мае 2015 года фонд «Династия» был занесён в реестр организаций, выполняющих функции «иностранных агентов». В связи с этим основатель фонда Дмитрий Зимин объявил о прекращении финансирования фонда из личных средств и о возможном его закрытии. Фонд был закрыт 5 июля 2015 года.
Всего за время существования фонда было выделено на поддержку науки и образования 2,5 млрд рублей.

## Объявленная миссия
Фонд «Династия» — некоммерческий фонд социальных инвестиций — создан Дмитрием Зиминым и семьёй Зиминых для воплощения в жизнь их понимания роли интеллекта и науки в обществе, их веры в то, что:
- Талантливые молодые люди, которые занимаются наукой, способны изменить мир к лучшему;
- Поиск и поддержка талантов, их идей и проектов в области естественных и общественных наук являются важнейшими задачами в современной России и мире.

## История
Фонд был основан Д. Зиминым в 2001 году после того, как он оставил пост генерального директора и стал почетным президентом ОАО «ВымпелКом».
В 2002 году фондом была запущена первая программа — гранты и стипендии для студентов и молодых учёных-физиков.
В 2003 году запущена программа поддержки аспирантов и молодых учёных без степени. В том же году фонд вступает в российский Форум Доноров.
В 2004 году фондом проведён первый всероссийский конкурс учителей физики и математики с награждением 100 победителей. В августе проводится первая летняя научная школа фонда «Династия». Запускается проект «Московское время», в рамках которого создаётся коллекции фотографий столицы начала прошлого и нынешнего века. Совместно с фондом «Евразия» и компанией «Северсталь-Груп» начат трёхлетний проект «Дорога к дому», направленный на семейное устройство беспризорных и безнадзорных детей.
С 2005 года в рамках просветительской деятельности в области общественных наук «Династия» оказывает поддержку деятельности  фонда «Либеральная миссия».
В 2005 году запущена программа «Популярная наука» и открыт сайт Элементы.ру. В физическом институте РАН организуются публичные лекции по физике с приглашением зарубежных учёных. Организуется совместный проект с Институтом математических наук при Лондонском имперском колледже в области геометрии и теории струн и смежных областях. Принято решение поддерживать микробиологическую лабораторию «Герон Лаб».
В 2006 году изданием книги Билла Брайсона «Краткая история почти всего на свете» положено начало библиотеки фонда «Династия». Объявлен новый конкурс — «Научный музей в XXI веке». Запущена программа «Региональные научно-популярные фестивали „Дни науки“». Объявлена дополнительная программа поддержки талантливых математиков.
В 2007 году для старшеклассников и студентов-физиков открыта программа подготовки будущих учёных.
В 2008 году учреждены премии в области научно-популярной литературы «Просветитель» и за выдающиеся заслуги в области физико-математического образования для школьных учителей. Открыта программа краткосрочных визитов иностранных учёных в Россию. Создаётся Корпус научных экспертов.
С 16 марта по 29 марта 2009 года в Центре современного искусства «Винзавод» проводился научно-популярный фестиваль ScienceArtFest. 27 октября 2009 года совместно с РИА Новости фонд запустил прямую трансляцию цикла открытых публичных лекций мировых звёзд науки.
В рамках программы работы со школьниками проведён первый конкурс образовательных проектов.
На сайте «Элементы» создана «Видеотека», где в свободный доступ выложены видеозаписи публичных лекций ведущих учёных и популяризаторов науки, научно-популярных лекций для школьников, мастер-классов для учителей, организованных при содействии Фонда.
Проведены научные столы с участием российских и французских учёных — в партнёрстве с посольством Франции в России.
При поддержке Фонда изданы 11 научно-популярных книг.
Более 15 тысяч книг из Библиотеки фонда «Династия» переданы в библиотеки, институты и школы страны, а также победителям конкурсов Фонда.
Впервые «Дни науки» организованы специально для детей — во Всероссийском детском центре «Орлёнок».
В 2013 году умер член совета фонда Илья Сегалович, также бывший одним из основателей Яндекса.
В 2014 году летняя школа по теоретической физике получила международный статус и была проведена на английском языке.
5 июля 2015 года советом фонда было принято решение о ликвидации Фонда «Династия» после продолжительных разбирательств с Министерством юстиций РФ по делу о включении в список «иностранных агентов».
В 2016 году Дмитрий Зимин вместе с сыном Борисом Зиминым основали международную некоммерческую организацию «Zimin Foundation», которая производит поддержку образования и науки в разных странах мира.

## Отзывы
Алексей Короновский, профессор Саратовского государственного университета, доктор физико-математических наук, был стипендиатом дважды.
– Я получал гранты фонда "Династия" как кандидат наук и как доктор, – рассказал он "Фонтанке". – Отбор у них достаточно жёсткий. Фонд ведь только платит, а отбирает заявки не он, а Московский центр фундаментальной физики. То есть эксперты, которых привлекает фонд. И мне показалось, что фонд финансирует не столько какую-то конкретную научную работу, сколько учёного, потому что они учитывают и предыдущие работы. То есть они финансируют человека, занимающегося наукой. Это не те суммы, чтобы решить, что жизнь удалась и можно больше ничего не делать, но это очень важное подспорье для молодого учёного. Вместо того, чтобы разгружать вагоны, чтобы искать какую-то подработку, с их стипендией человек может спокойно заниматься наукой.
Дмитрий Аристов, доктор физико-математический наук, сотрудник Петербургского института ядерной физики, до 2010 года работал в Европе. Потом вернулся в Россию, получил стипендию "Династии" и остался работать здесь.
– Я вернулся из Германии и не очень понимал, на что буду жить, работая в России, – рассказал Дмитрий "Фонтанке". – Зарплата моя в институте со всеми надбавками составляла где-то 25 тысяч рублей, хотя я уже был доктором наук. Фонд её фактически удвоил, выделив мне стипендию. На это уже можно было жить. Иначе мне с семьёй пришлось бы тяжело. Три года я получал эту стипендию. За это время успел устроиться по совместительству в университет. Так что фонд "Династия" был для меня такой очень важной поддержкой, чтобы встать на ноги в России.
Станислав Алексеев, доктор физико-математических наук, сотрудник Астрономического института МГУ, был обладателем гранта в 2014 году, благодаря этому его группа смогла продолжить начатую работу.
– Наша группа получила достаточно интересные результаты по поиску проявлений современных теорий в астрофизике, у нас было много публикаций на эту тему, – рассказал он. – Я подал заявку в фонд, чтобы продолжить работу. И мне был присуждён грант. Это большая помощь: вам приходит сумма, и вы можете себе позволить летать, скажем, на конференции, можете помочь молодым коллегам. Конечно, нашу работу можно было бы делать и на голом энтузиазме. Но с деньгами, согласитесь, гораздо эффективнее. У меня есть студенты и аспиранты в Екатеринбурге. Вы простите, но банально сесть на самолёт и слетать к ним, чтобы поговорить не только по скайпу, денег нет. Государство таких перелётов не оплачивает. Или надо обить 100 порогов. Благодаря "Династии" это всё было проще.
Станислав рассказал ещё об одной программе фонда, с которой ему, сотруднику вуза, приходилось иметь дело.
– Это вещь уникальная: программа, по которой можно приглашать ведущих иностранных учёных для чтения лекций в России, – продолжил он. – Большая проблема в общении с западными коллегами в том, что каждый раз, приглашая человека, надо говорить ему: найди сам деньги. Это неэтично. Программа "Династии" даёт возможность оплатить людям самолёт и отель. И у нас читают лекции учёные с мировым именем.

## Структура управления
C 31 марта 2009 года председателем Совета фонда «Династия» был избран Александр Изосимов, сменивший на этом посту Дмитрия Зимина.
21 апреля 2010 года председателем Совета фонда «Династия» был избран Сергей Гуриев.
Исполнительным директором фонда была Анна Пиотровская.
Совет Фонда:
- Бизнесмен Дмитрий Зимин, председатель Совета фонда «Династия» в 2008-2009 годах, основатель фонда «Династия», умер в 2021 году.
- Бизнесмен Александр Изосимов, председатель Совета фонда «Династия» в 2009-2010 годах.
- Экономист Сергей Гуриев, председатель Совета фонда «Династия» с 2010 года.
- Российский бизнесмен Борис Зимин, сын Дмитрия Зимина.
- Политик и бизнесмен Аркадий Дворкович.
- Политик и предприниматель Сергей Петров.
- Политик Борис Салтыков
- Евгений Ясин, экономист, научный руководитель национального исследовательского университета — Высшая школа экономики, президент Фонда «Либеральная миссия».
- Берни Сачер, независимый директор по стратегическому развитию банка «Атон».
- Учёный-физик Валерий Рубаков, председатель Учёного совета фонда «Династия».

## Включение в список «иностранных агентов»
25 мая 2015 года по результатам «плановых документарных проверок» главного управления Министерства юстиции РФ по Москве фонд «Династия» был признан «иностранным агентом» и добавлен в соответствующий реестр. Управление выяснило, что фонд не только имел зарубежное финансирование, но и занимался политической деятельностью. Организация последние 10 лет оказывала поддержку Научному фонду теоретических и прикладных исследований «Либеральная миссия», также признанному «иностранным агентом» и возглавляемому научным руководителем Высшей школы экономики Евгением Ясиным.
В свою очередь, основатель фонда Д. Зимин высказал своё несогласие с решением властей и объявил о намерении прекратить финансирование фонда из личных средств, хранящихся за рубежом. При этом оспаривать решение властей через суд Зимин отказался.
28 мая Минюст РФ потребовал привлечь фонд «Династия» к административной ответственности за невыполнение законодательства об агентах. Организации инкриминировалась ч. 1 ст. 19.34 (нарушение порядка деятельности НКО, выполняющего функцию «иностранного агента»), в соответствии с которой возможно наложение штрафа на сумму от 300 до 500 тысяч рублей.
Совет по науке при Министерстве образования и науки ещё в середине мая высказывался против возможного внесения фонда в реестр «иностранных агентов». В поддержку «Династии» выступили глава «Комитета гражданских инициатив» и экс-министр финансов РФ Алексей Кудрин и уполномоченный по правам человека в РФ Элла Памфилова, по словам которой «абсурдно то, что гражданин России вкладывает огромные собственные средства внутри страны на благотворительность, и этот фонд признают „иностранным агентом“». На сайте Общества научных работников было опубликовано открытое письмо, где некоторые российские учёные выступили с просьбой не причислять фонд к списку «иностранных агентов», под открытым письмом к министру юстиции Александру Коновалову с просьбой не включать «Династию» в реестр подписались 10 академиков и 18 членов-корреспондентов РАН. Совет по правам человека при президенте РФ принес извинения Дмитрию Зимину и Евгению Ясину за включение их фондов «Династия» и «Либеральная миссия» в реестр НКО — «иностранных агентов» и призвал Коновалова отменить принятое решение, в противном случае члены Совета не исключили суда, сам закон по их мнению должен быть отменён или признан утратившим силу.
6 июня в Москве в поддержку фонда «Династия» на Суворовской площади в Москве вышло более 3000 человек. Наряду с представителями научного сообщества и студентами на митинге были политики Алексей Навальный и Андрей Нечаев.
8 июня совет фонда пришел к заключению, что для принятия окончательного решения о судьбе «Династии» ему необходима дополнительная информация юридического и финансового характера. После получения этой информации Совет Фонда планировал собраться вновь, а до этого момента фонд должен был продолжить работу.
17 июня 2015 года мировой суд Тверского района Москвы оштрафовал фонд на 300 000 рублей за отказ регистрироваться в качестве «иностранного агента».
5 июля 2015 года на заседании совета фонда принято решение о ликвидации фонда. Всего за время существования фонда было выделено на поддержку науки и образования 2,5 млрд рублей.
30 июля 2015 года после признания «иностранным агентом» самоликвидировался фонд «Среда», основанный сыном Д. Зимина Борисом.

## Критика
По мнению Александры Элбакян, популяризация науки в России политизирована в том числе благодаря работе фонда «Династия», так как принцип финансирования был скрыт, и фонд финансировал только тех учёных, чьи взгляды совпадали с взглядами его владельца. На этом основании Александра выступила с критикой фонда. Она считает, что политические взгляды — личное дело человека, но при этом «недопустимо выдавать научную премию по признаку, что человек исповедует определённую идеологию».